# Техникум (остановочный пункт)
Техникум — остановочный пункт (платформа) Ростовского региона Северо-Кавказской железной дороги, находящийся в городе Батайске Ростовской области.
Остановка пригородных электричек между Ростовом-на-Дону и Азовом.
Прежнее название остановочного пункта — «1361 км».